# Mayra Rojas
Mayra Adela Rojas González, conocida como Mayra Rojas (Oaxaca, México, 13 de abril de 1964) es una presentadora de televisión, modelo, actriz de doblaje y televisión mexicana. Conocida internacionalmente por haber dado su voz en español a Yzma en las películas de Disney: The Emperor's New Groove (2000) y Kronk's New Groove (2005).

## Biografía
Estuvo casada durante 10 años con el también actor Octavio Burgueño, con el que procreó a Ivana en 2002. En 2006 adoptaron a un niño al cual llamaron Fabián.
Es hermana de la actriz Lorena Rojas, quien falleció en Miami el 16 de febrero de 2015, tras la recaída de su cáncer de hígado. Tras la muerte de su hermana, Mayra obtuvo la custodia de su sobrina Luciana, la cual había sido adoptada por Lorena tras la imposibilidad de ésta en procrear un bebé debido a las quimioterapias.

## Trayectoria
Ha trabajado principalmente en Televisión Azteca, y ha conseguido papeles antagónicos pero también protagónicos como en las telenovelas Rivales por accidente y Prófugas del destino. 
Inició su andar en el mundo del espectáculo tras haber participado en el concurso de belleza "Señorita México" en 1983, representando a su natal Oaxaca y quedando en 2° lugar a nivel nacional, gracias a lo cual pudo representar a México en el certamen Miss Mundo 1983, posicionándose entre las 16 semifinalistas. Durante varios años trabajo como modelo, en 1990 decidió incursionar en el mundo de la televisión como actriz y conductora, siendo apadrinada por el productor Luis de Llano Macedo.
Su debut fue en la telenovela Alcanzar una estrella, le seguirían éxitos como Alcanzar una estrella II (1991) y Baila conmigo (1992). En 1992 debutó en cine en la película Más que alcanzar una estrella.
En 1993 interpretó a su primera villana dentro de la telenovela  Valentina.
En 1994 actuó en la película La asesinadita.
A principios de 1995 realizó una participación especial en 4 episodios de la telenovela Imperio de cristal, ese mismo año actuó en Bajo un mismo rostro, sin embargo al finalizar su participación en dicha telenovela fue vetada de la empresa Televisa, meses después fue invitada por el actor Héctor Bonilla para que se integrara a las filas de la naciente empresa TV Azteca.
Entre 1995 y 1996 actuó en la telenovela Con toda el alma, en la cual interpretó un rol de villana.
En 1997 obtuvo su primer protagónico en Rivales por accidente, en la cual compartió créditos con Karen Sentíes y Javier Díaz Dueñas. En los últimos años ha participado en varias telenovelas, tanto en roles antagónicos, protagónicos y estelares, se le ha visto en Agua y aceite, Bellezas indomables, Quiéreme tonto, Prófugas del destino, entre muchas más.
Mayra Rojas también ha incursionado en el doblaje, siendo la voz en español del personaje de Yzma de la película The Emperor's New Groove y de Maléfica de La bella durmiente en el redoblaje de 2001. También ha prestado su voz para el doblaje de películas como Mulan, Bolt, Mars Needs Moms, entre otras.
En abril de 2015 posó en lencería para la revista OPEN.
En 2020 volvió a integrarse a las filas de Televisa, obteniendo un rol estelar en la telenovela Como tú no hay dos.
En 2021, fue la voz de Duquesa en Un rescate de huevitos.

## Telenovelas
- Minas de pasión (2023-2024) - Joaquina Flores[2]
- Rutas de la vida (2022)[3]
- Los ricos también lloran (2022) - Yolanda
- Un día para vivir (2021) - Emilice
- Como tú no hay dos (2020) - Dora Sánchez
- Nada personal (2017) - Teresa Leal
- Perseguidos (2016-2017) - Elsa Pintado
- Señora Acero (2015) - Faría
- Corazón en condominio (2013-2014) - Doña Isabel "Chabela" Leal
- Amor cautivo (2012) - Susana Ruiz
- Prófugas del destino (2010-2011) - Mariana Acuña "Sor Inés"
- Quiéreme (2010) - Engracia Vda. de Dorelli
- Vuélveme a querer (2009) - Carmela Mejía
- Bellezas indomables (2007-2008) - Guadalupe Villazón de Molina
- Campeones de la vida (2006) - Luisa Duarte
- Dos chicos de cuidado en la ciudad (2003-2004) - Ivana
- Agua y aceite (2002) - Patricia
- El candidato (2000) - Rocío
- Háblame de amor (1999-2000) - Lourdes
- La chacala (1997-1998) - Yolanda
- Rivales por accidente (1997) - Rosario Real
- Con toda el alma (1995-1996) - Antonieta
- Bajo un mismo rostro (1995) - Sandra Carballido
- Imperio de cristal (1995) - Eva, actriz en obra teatral de Livia
- Valentina (1993-1994) - Rebecca
- Baila conmigo (1992) - Leticia "Lety"
- Alcanzar una estrella II (1991) - Liliana Rojas
- Alcanzar una estrella (1990) - Liliana Rojas

## Programas de televisión
- Mamá Dice (2021-presente) - Conductora
- Club de Eva (2018) - Invitada especial
- Con sello de mujer (1998-2004) - Conductora
- El diario de la noche (1995-1998) - Conductora
- Videocosmos (1990) - Conductora

## Series de televisión
- Pacto de sangre (2023) - Carmen Solís[4]
- Esta historia me suena (2021)
- Enemigo íntimo (2018) - Clarisa
- La vida es una canción (2005) - Amy (1 episodio)
- Lo que callamos las mujeres (2 episodios: "Soy mujer" (2001) y "Belleza externa" (2003)

## Cine
- Tanatología para principiantes (2018) - Jackie (Cortometraje)
- La asesinadita (1994) - Romina
- Más que alcanzar una estrella (1992) - Laura

## Teatro
- Sicario (2009)

## Doblaje
- Un rescate de huevitos (2021) - Duquesa
- Mars Needs Moms (2011) - Supervisora (Voz original de Mindy Sterling)
- Bolt (2008) - Esther (Voz original de Kellie Hoover)
- Kronk's New Groove (2005) - Yzma (Voz original de Eartha Kitt)
- Mulan 2 (2004) - Casamentera (Voz original de Miriam Margolyes)
- Holes (2003) - Madame Zeroni (Actriz original Eartha Kitt)
- Moonlight Mile (2002) - JoJo Floss (Actriz original Susan Sarandon)
- Sleeping Beauty (2001) - Maléfica (Voz original de Eleanor Audley)
- The Emperor's New Groove (2000) - Yzma (Voz original de Eartha Kitt)
- Mulan (1998) - Casamentera (Voz original de Miriam Margolyes)